# KYC
KYC（ケイ・ワイ・シー）は、Know Your Customer(あなたの顧客を知れ) の略で、顧客の本人性を確認すること、顧客の事業活動を知ること、マネーロンダリングやテロ資金提供のリスクを評価すること含む、幅広く「顧客を知る行為」を意味する。
日本の犯罪による収益の移転防止に関する法律（犯罪収益移転防止法）では、顧客の「氏名(社名)、住所、生年月日(個人の場合)」「取引を行う目的」「職業または事業の内容」「実質的支配者の氏名(社名)、住所、生年月日(実質的支配者が個人の場合)」の４項目を知り確認することが求められている。
銀行や証券口座などの開設時に求められる本人確認を指してKYCと言うこともあるが、本来の意味は本人確認に限られるものではない。金融サービスにおけるKYCのガイドラインは、顧客のアイデンティティ、適合性、およびビジネス関係を維持することのリスクを、金融専門家に確認する努力をするよう義務付けるものである。 その手続きは、銀行の広義のマネーロンダリング防止 (AML) ポリシーに位置づけられる。

## eKYC
eKYC は electronic Know Your Customer の略。 銀行や証券口座などの開設時に求められる本人確認をオンライン上で行う技術、またはプロセスの事。読み方は「イー・ケイ・ワイ・シー」。